# L'Orfe salva el seu avi

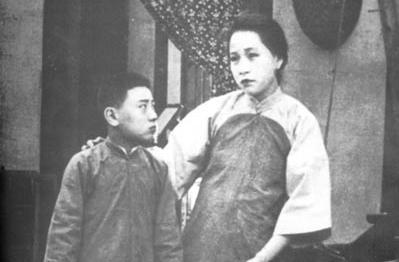
Wang Hanlun en el paper de Yu Weiyu i Zheng Xiaoqiu en el de Yu Pu

L'Orfe salva el seu avi (xinès simplificat: 孤儿救祖记; xinès tradicional: 孤兒救祖記; pinyin: Gū'ér jiù zǔ jì;anglès: An Orphan Rescues Grandfather) Pel·lícula muda xinesa del 1923, amb guió de Zheng Zhengqiu i dirigida per  Zhang Shichuan. Malauradament, de moltes pel·lícules com aquesta de la productora Mingxing no en queda quasi res, només guions i algunes fotografies. Produït mentre Mingxing es trobava en greus dificultats financeres, "L'Orfe salva el seu avi" va voler incorporar element morals especialment els vinculats a la importància de l'educació. Va ser projectada amb èxit de crítica i espectadors, i es va distribuir per la Xina, Hong Kong i al sud-est asiàtic. Gràcies als seus beneficis, Mingxing va poder expandir-se i, finalment, esdevenir un dels estudis líders del cinema de Shanghai.

## Estil i realització
La pel·lícula s'ha descrit com  "el primer llargmetratge artísticament madur i complet del cinema xinès". La productora gràcies a l'èxit del film va poder comprar maquinària i equipament nous. El 1924, es va traslladar a unes instal·lacions noves  i en poc temps es va situar  com a líder de la indústria cinematogràfica de Shanghai.

## Trama
Un home ric, Yang Daosheng casat amb Yu Weiyu viuen a casa del pare d'ell, Yang Shouchang. Quan Yang Daosheng mor en un accident eqüestre. El seu cosí Daopei, buscant el control de la fortuna familiar, influeix en Yang Shouchang perquè l'adopti i contracti el seu amic Lu Shoujing. Aquests dos per apoderar-se dels béns de la família, es van confabular i van acusar falsament la seva nora Yu Weiru de ser infidel, fet que va fer que ella menyspreada i embarassada, es veu obligada a abandonar la família i viure en la misèria. Uns mesos més tard,Yu, va donar a llum un fill, anomenat Yu Pu.
Yu Pu als deu va anar estudiar a una escola que casualment havia creat el seu avi Yang Shouchang, on va  assolir molta popularitat. L'avi i el net no es coneixien, i  cap dels dos és conscient de la seva relació familiar. Mentrestant, Daopei i Shoujing malbaraten la fortuna de la família Yang. Un dia, Daopei i Shoujing va anar a veure l'avi per demanar diners, però van ser rebutjats , i van planejar cometre un assassinat, però l'arribada de Yu Pu va frustrar l'intent. Durant la baralla  Shoujing va ser arrestat, Yu Pu ferit, i Daopei ferit de mor finalment admet que havia inventat les reclamacions contra Weiyu. La família finalment es reuneix i Shouchang, reconeixent la importància de l'educació, dona la meitat de la seva fortuna a l'escola.

## Repartiment
Entre el protagonistes de la pel·lícula destaca la presència de l'actriu Wang Hunlun en el paper de Yu Weiyu. Wang va ser considerada com una de les primeres grans estrelles del cinema de la Xina. En el seu moment el director Zhang Shichuan va manifestar que l'actriu era una de les poques "摩登奴郎" (noies modernes/elegants) de l’època. Amb els seus coneixements lingüístics, —ser capaç de parlar mandarí i anglès a més del dialecte de Shanghai - van potenciar la seva imatge de modernitat.
Altres actors i actrius que van participar en el rodatge van ser : Zheng Xiaoqiu, Zheng Zhegu, Wang Xianzhai, Ren Chaojun, Shao Zhuanglin, Huang Junfu, i Chen Gongyuan.